# Autoroute A140 (France)
L'autoroute A140 relie l'A4 à l'ouest de Meaux depuis mars 2006. Auparavant, elle arrivait à l'entrée sud de Meaux. Cette autoroute mesure 12 km. Il est prévu dans l'avenir que cette autoroute parte de Melun pour arriver vers Senlis mais ce projet n'est pas à l'ordre du jour.

## Historique
Cette autoroute vers les années 1980, partait de l'échangeur avec l'autoroute A4 jusqu'à l'entrée sud de Meaux, vers le centre-ville. Mais depuis 2000, en raison des embouteillages dans Meaux, le maire de la ville avait décidé de mettre en place un contournement de Meaux pour les éviter et interdire son emprunt par les camions de plus de 3,5 tonnes afin qu'ils ne passent plus en ville ; il y a une descente dangereuse sur plus de deux kilomètres, raison pour laquelle le contournement a été créé.
La construction de l'autoroute commença en 2004. On a d'abord construit presque huit kilomètres dont, en priorité, le viaduc de la Marne qui mesure deux kilomètres, l'un des plus grands viaducs de France ; les travaux durèrent dix mois. En septembre 2006, l'autoroute fut inaugurée par le président du conseil régional d'Île-de-France.
Par jour, en moyenne, 20 000 véhicules empruntent cette autoroute.

## Parcours

### Avant 2006
- Échangeur entre A4 et A140
- 17 (Quincy) : ville desservie Quincy-Voisins
- 18 (Nanteuil-lès-Meaux) : ville desservie Nanteuil-lès-Meaux
- Échangeur entre RN36 et A140 : ville desservie Meaux

### Depuis 2006
Section concédée à SANEF et payante.
- Échangeur entre A4 et A140 : Paris, Marne-la-Vallée, Provins, Melun, Strasbourg, Reims, Château-Thierry, Metz-Nancy
  -    Début d’autoroute A140
- 1 Quincy-Voisins : Quincy-Voisins, Crécy-la-Chapelle, Coulommiers (demi-échangeur)

Section non-concédée à DIRIF et gratuite.
- 2 Mareuil-lès-Meaux (D 360) : Meaux - centre, Mareuil-lès-Meaux, Nanteuil-lès-Meaux, Crécy-la-Chapelle, Quincy-Voisins
- Viaduc de la Marne
- 3 Villenoy : Villenoy, Aérodrome-Meaux Esbly
  -  A140 devient RN 330 
  -  Limitation à 90 km/h
  -  Limitation à 70 km/h
- Carrefour giratoire 
  -  Limitation à 90 km/h
- 5 Meaux - centre (N 3) : Meaux, Ch-de-Gaulle, Claye-Souilly, Paris par RN
  -  Fin de la route à accès réglementé
- Carrefour giratoire entre RN 330 et RD 5 : Senlis, Soissons, Crégy-lès-Meaux, Villenoy

## L'ancien tronçon devenue RD 360
L'ancien tronçon qui relie le rond-point depuis la sortie 2 Meaux de l'A 140 au rond-point de l'entrée de Meaux fut renommée temporairement A2140 avant d'être déclassée en RD360. Elle a une longueur un peu supérieure à quatre kilomètres. La vitesse est y limitée à 110 km/h, puis à 70 km/h pour les véhicules tractant une caravane ou une remorque dans la descente à 10 % qui précède l'arrivée à Meaux.
Sorties
- Début de la voie rapide RD 360
- Échangeur entre RD 360, RD 436 et A 140 (l'échangeur correspond à la sortie 2 de l'A 140)
- (Nanteuil-lès-Meaux) : Ville desservie : Nanteuil-lès-Meaux, Meaux centre
- Échangeur entre RD 436a et RD 360 par un rond-point
- (Nanteuil-lès-Meaux) : ville desservie Nanteuil-lès-Meaux
- Descente dangereuse sur 1 000 mètres à 10 %
- Échangeur entre RN 36 et RD 360 par un rond-point : villes desservies Meaux, Nanteuil-lès-Meaux et Mareuil-lès-Meaux
- Fin de la voie rapide RD 360

## Projet
L'autoroute A140 pourrait, un jour, être intégrée dans deux aménagements autoroutiers majeurs de l’Est de l’Île-de-France mais leur réalisation reste, à ce jour, hypothétique.
- Liaison entre Melun et Senlis : dans le cadre du projet d'un éventuel quatrième contournement autoroutier de l'Île-de-France, une option consiste à prolonger l'A140 vers le nord, en direction de l'A1 à Senlis, plutôt que de procéder à un aménagement coûteux et délicat de la RN330 sur son tracé actuel.
- Liaison entre Reims et Roissy : depuis l’abandon officiel du projet B4, branche nord de l’autoroute de l’Est, il est prévu d’assurer cette liaison en aménageant avec des caractéristiques autoroutières l’itinéraire constitué par le contournement ouennst de Meaux (A140), la RN3 entre Meaux et Claye-Souilly et la nouvelle RD212 déviée inaugurée dans le cadre du Contournement Est de Roissy en novembre 2023[1].

## Lieux sensibles
Vers l'autoroute A4, tous les jours sauf le week-end vers Paris, le début de l'autoroute est parfois embouteillé. Le viaduc de la Marne est limité à 90 km/h lors des tempêtes de vent.